# Luisa Fernanda
Luisa Fernanda és una sarsuela, comèdia lírica en tres actes, amb música de Federico Moreno Torroba i llibret de Federico Romero Sarachaga i de Guillermo Fernández-Shaw Iturralde. Va ser estrenada al Teatro Calderón de Madrid el 26 de març de 1932 amb gran èxit. Porta més de 10.000 representacions segons alguns recomptes.
Luisa Fernanda conté algunes de les melodies més populars del teatre líric espanyol, com ara la de la Mazurca de las sombrillas, l'havanera del savoià, o el duo entre Carolina i Javier: Caballero del alto plumero. La seua popularitat ha estat tan gran que algunes de les frases del llibret han passat al llenguatge popular, com per exemple l'exclamació de Javier al segon acte: ¡Cuanto tiempo sin verte, Luisa Fernanda!.
Una de les qualitats, tant del llibret com de la partitura, és que alguns números cantats permeten el diàleg i fins i tot l'avanç de l'acció, el que no és habitual en moltes sarsueles, on la trama es desenvolupa amb el diàleg i sovint la part cantada té un paper merament ambiental. Tot i contenir profusió d'intervencions corals i de conjunt, l'obra s'estructura al voltant dels quatre personatges centrals: Luisa Fernanda, Javier, Carolina i Vidal, amb el duo com a figura que enfronta els pensaments del quartet i fa avançar l'acció. El paper de Luisa Fernanda sol ser assumit per sopranos amb un registre més greu, o bé per mezzosopranos, per a incrementar el contrast amb el paper de Carolina, de registre més agut. El paper de Javier requereix un tenor de registre agut, amb el límit al Si natural. El paper de Vidal és molt exigent per al baríton, que ocasionalment ha d'atènyer el Sol agut; això ha fet que alguns tenors versàtils, com ara Plácido Domingo, s'hagen atrevit amb el paper.

## Sinopsi
L'acció comença a la ciutat de Madrid, durant el regnat d'Isabel II, en els moments previs a la revolució de 1868; i acaba en una devesa extremenya després del destronament d'Isabel II amb La Gloriosa.

### Acte I

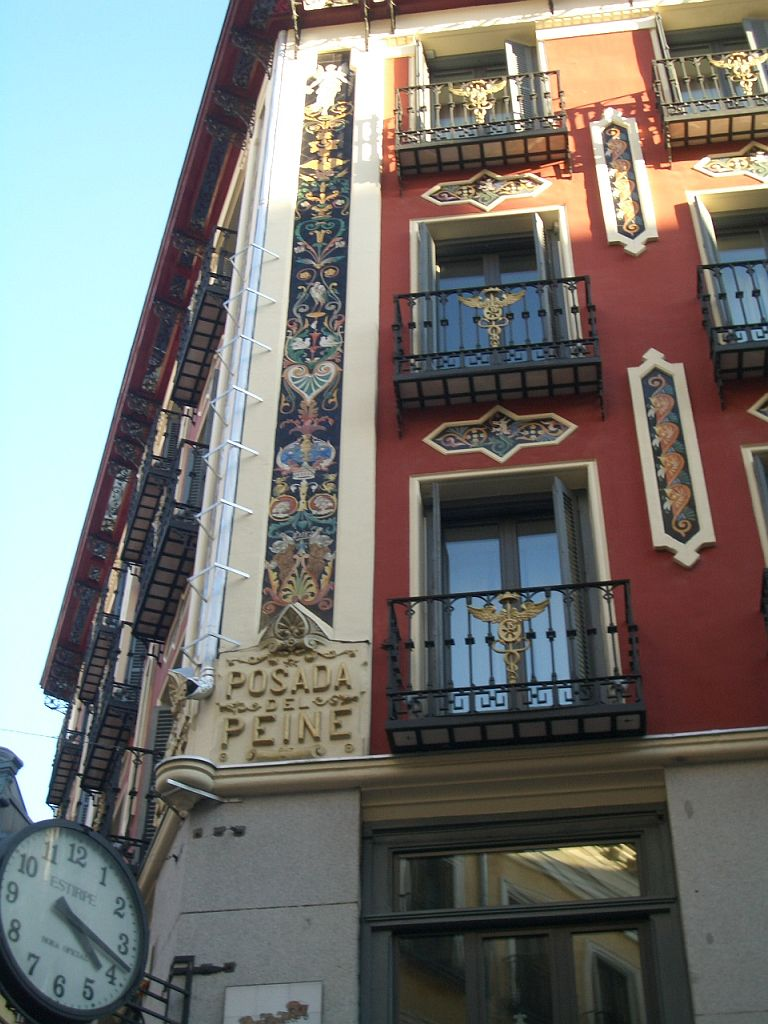
La Posada del Peine, a Madrid, establiment com el que podria haver sigut el de Mariana.

A la Plazuela de San Javier la vida gira al voltant de la posada regentada per Mariana. Luisa Fernanda, una bella jove inquilina de la posada, està enamorada des de fa temps de Javier, militar que es considera el seu promès, però que cada vegada ve menys a visitar-la, en particular des del seu ascens a coronel. En un moment en què Luisa Fernanda ha anat a l'església, hi apareix Javier, i s'enduu una reprimenda de Mariana per la seua informalitat. Aprofitant la seua visita, Aníbal, un altre inquilí de la posada, li aplica un entusiasta però atabalat discurs liberal, ideologia de la qual és fervent seguidor. La conversa acaba quan Aníbal s'adona que la Duquessa Carolina, que viu davant de la posada i professa una declarada ideologia monàrquica, és a la finestra i podria sentir-los.
Mariana s'estimaria més que Luisa Fernanda, en compte de continuar esperant Javier, atenguera els requeriments de Vidal Hernando, un ric terratinent extremeny que la pretén, malgrat ser bastant major que ella. Luisa Fernanda no hi cedeix i manifesta a Vidal que està enamorada d'un altre home.
Vidal no perd l'esperança, i, per això, en assabentar-se per Aníbal que Javier podria abraçar la causa liberal, es declara monàrquic, menys per convicció personal que per portar la contra al seu rival.
Javier torna novament a la recerca de Luisa Fernanda, però es troba amb Carolina, la qual, mitjançant els seus arts i encisos el sedueix, aprofitant per atraure'l a la causa monàrquica. Nogales, Aníbal i Vidal s'hi sorprenen en assabentar-se, i aquest últim canvia les seues idees, declarant-se liberal. Luisa Fernanda quan s'assabenta s'esvaneix, no per política, per cert.

### Acte II

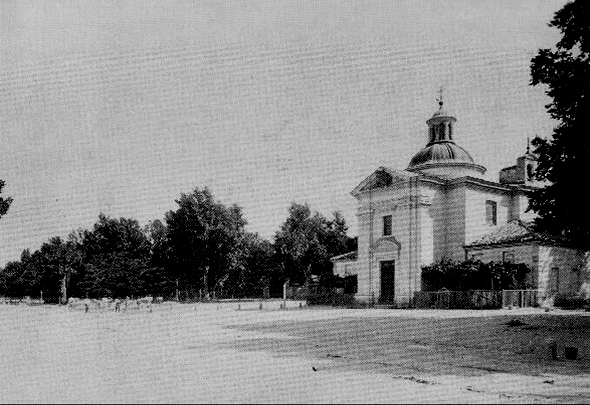
El passeig de la Florida i l'ermita de San Antonio cap a 1890, escenari en què es desenvolupa aquest segon acte.

Al passeig de la Florida, prop de l'ermita de San Antonio i de l'establiment de begudes de Bizco Porras, Mariana i Rosita tenen han organitzat una mesa petitòria durant la revetla de Sant Antoni. L'ambient del lloc és festiu, i nombroses jovenetes acudeixen a l'ermita amb la idea de trobar marit.
Hi apareixen Javier i Carolina, en clara sintonia política i romàntica. Mariana, xafardera, no perd temps i informa Luisa Fernanda i son pare, Don Florito, del fet. Mentrestant Bizco Piorras atén el negoci i Aníbal no li presta massa ajuda.
La Duquessa presideix la mesa petitòria, i intenta seduir també al nouvingut Vidal, amb l'objectiu d'atraure-l a la seua causa monàrquica. No obstant això, aquest no cau al parany.
Quan finalment es troben Luisa Fernanda i Javier, el militar mostra gelosia davant la suposada relació de la jove amb Vidal. L'actitud de Javier l'amoïna tant, que Luisa Fernanda decideix trencar les seues relacions, i accepta la proposició de Vidal. La situació és tensa entre els dos pretendents.
Mentrestant, la Duquessa Carolina no està satisfeta per la recaptació de la taula, per la qual cosa se li ocorre subhastar un ball amb ella entre els cavallers presents. Vidal guanya la subhasta amb un fort augment del preu, sobre l'anterior de Javier, però després cedeix ofensivament al militar el ball amb la duquessa. Això acaba d'enutjar a Javier, fins al punt que llança el seu guant a Vidal. Aquest el recull, però dilata fins a un altre moment la disputa.
Uns dies després hi ha un esclat revolucionari, en el qual participen Nogales, Aníbal i Vidal Hernando de la part liberal. Mariana i Luisa Fernanda queden resant el rosari a la posada. A pesar de la valentia de Vidal, els revolucionaris són pocs, i prompte són derrotats per l'exèrcit. Aníbal cau ferit en l'enfrontament. Javier pretén arrestar Vidal per la seua participació en la revolta, però Luis Nogales s'hi declara cap i organitzador dels insurrectes, i és l'unic arrestat.
Luisa Fernanda veu Javier abraçant Carolina, la qual cosa, junt amb la valentia demostrada per Vidal, la fa decidir-se finalment a acceptar la seua proposta de matrimoni i viatjar a Extremadura.

### Acte III

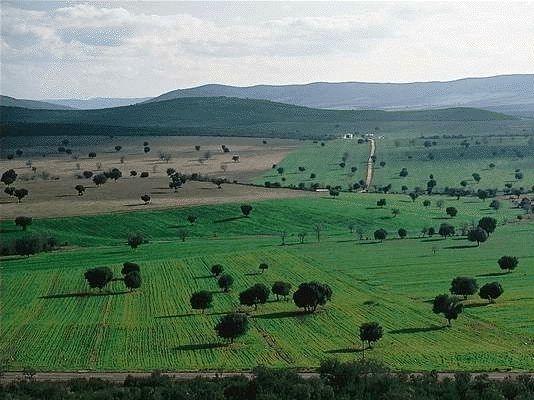
Paisaje típic d'una devesa.

La Gloriosa ha triomfat finalment, i l'acció es trasllada a La Frondosa, devesa de Vidal Hernando a Extremadura, on estan refugiats Luisa Fernanda i son pare, a més de Mariana i Aníbal, a l'espera que les coses es tranquil·litzen a la capital. La reina ha estat destronada. La duquessa Carolina ha fugit a Portugal, i Javier ha desaparegut, de manera que hom creu que ha mort a la batalla d'Alcolea.
Vidal rep les felicitacions i enhorabones dels seus llauradors i es respira una gran sensació de felicitat a la devesa. Avancen els preparatius del casament, i Anníbal és enviat a cercar el vestit de núvia de Luisa Fernanda.
No obstant Javier no és mort: Anníbal el troba perdut per la devesa i el porta a casa de Vidal. Tot i que Luisa Fernanda insisteix a mantenir la seua paraula i casar-se amb Vidal, aquest s'adona que malgrat la sinceritat de la seua voluntat, ella mai arribarà a estimar-lo de veres, perquè el seu antic amor per Javier encara és viu. En conaeqüència, Vidal renuncia al matrimoni, i accepta amb dolor que un penedit Javier es porte finalment a Luisa Fernanda.

## Números musicals

### Acte I
- Introducció. Mi madre me criaba pa' chalequera, duet còmic de Mariana i Rosita;
- Marchaba a ser soldado, havanera popularmente coneguda com El soldadito, que és interpretada per un personatge secundari: un soldat savoià. Va ser objecte d'una versió pop per part del grup La Compañía;[4]
- Duo de Mariana i Javier. De este apacible rincón de Madrid, romança de Javier Moreno;
- En mi tierra extremeña, duo de Luisa Fernanda i Vidal Hernando;
- Caballero de alto plumero, duo de Carolina i Javier Moreno;
- Finale

### Acte II
Quadre I
- Escena a la revetlla de San Antonio
- A San Antonio, como es un santo casamentero, popularment coneguda com a Mazurca de las sombrillas, duet de Carolina i Javier Moreno;
- Para comprar a un hombre, duo de Carolina i Vidal Hernando;
- Escena;

Quadre II
- Cuanto tiempo sin verte, Luisa Fernanda, tercet;
- Escena

Quadre III
- Luche la fe por el triunfo (también llamada Por el amor de la mujer que adoro), romanza cantada por Vidal Hernando; y
- Muera el prisionero, muera sin piedad, escena coral.

### Acte III
- Introducció orquestral
- En una dehesa de la Extremadura, escena coral. Ay, mi morena, romança de Vidal Hernando;
- Cállate, corazón, duo final de Luisa Fernanda i Javier Moreno;
- El cerandero se ha muerto, escena coral. Finale.

## Enregistraments seleccionats
| Any  | Elenc | Director          | Teatre                | Orquestra i cor                 | Segell        |
| ---- | --- | ----------------- | --------------------- | ------------------------------- | ------------- |
| 2006 | Nancy Fabiola Herrera (Luisa Fernanda), Plácido Domingo (Vidal Hernando), Mariola Cantarero (Duquessa Carolina), Josep Bros (Javier Moreno). | Jesús López Cobos | Teatro Real de Madrid | Orquestra i Cor del Teatro Real | DVD: Opus Art |